# Bộ Mâu (矛)
Bộ Mâu, bộ thứ 110 có nghĩa là "giáo" là 1 trong 23 bộ có 5 nét trong số 214 bộ thủ Khang Hy.
Trong Từ điển Khang Hy có 65 chữ (trong số hơn 40.000) được tìm thấy chứa bộ này.

## Tự hình Bộ Mâu (矛)

Kim văn
Đại triện
Tiểu triện

## Chữ thuộc Bộ Mâu (矛)
| Số nét bổ sung | Chữ              |
| -------------- | ---------------- |
| 0              | 矛/mâu/          |
| 4              | 矜/căng/         |
| 5              | 矝/căng/         |
| 7              | 矞/duật/ 矟/sác/ |
| 8              | 矠/tích/         |
| 20             | 矡               |